# Houstonia (Missouri)
Houstonia – miasto w Stanach Zjednoczonych, w stanie Missouri, w hrabstwie Pettis.